# Chrast (zámek)
Zámek v Chrasti je památkově chráněný objekt ve městě Chrast v Pardubickém kraji. Původní tvrz přestavěná na renesanční zámek byla majetkem významných českých šlechtických rodů, od 17. do 20. století byl zámek rezidencí královéhradeckých biskupů. Současná podoba zámku je výsledkem barokní přestavby z první poloviny 18. století s autorským podílem významného architekta Santiniho. Nyní je zámek sídlem Městského úřadu a Městského muzea.

## Historie

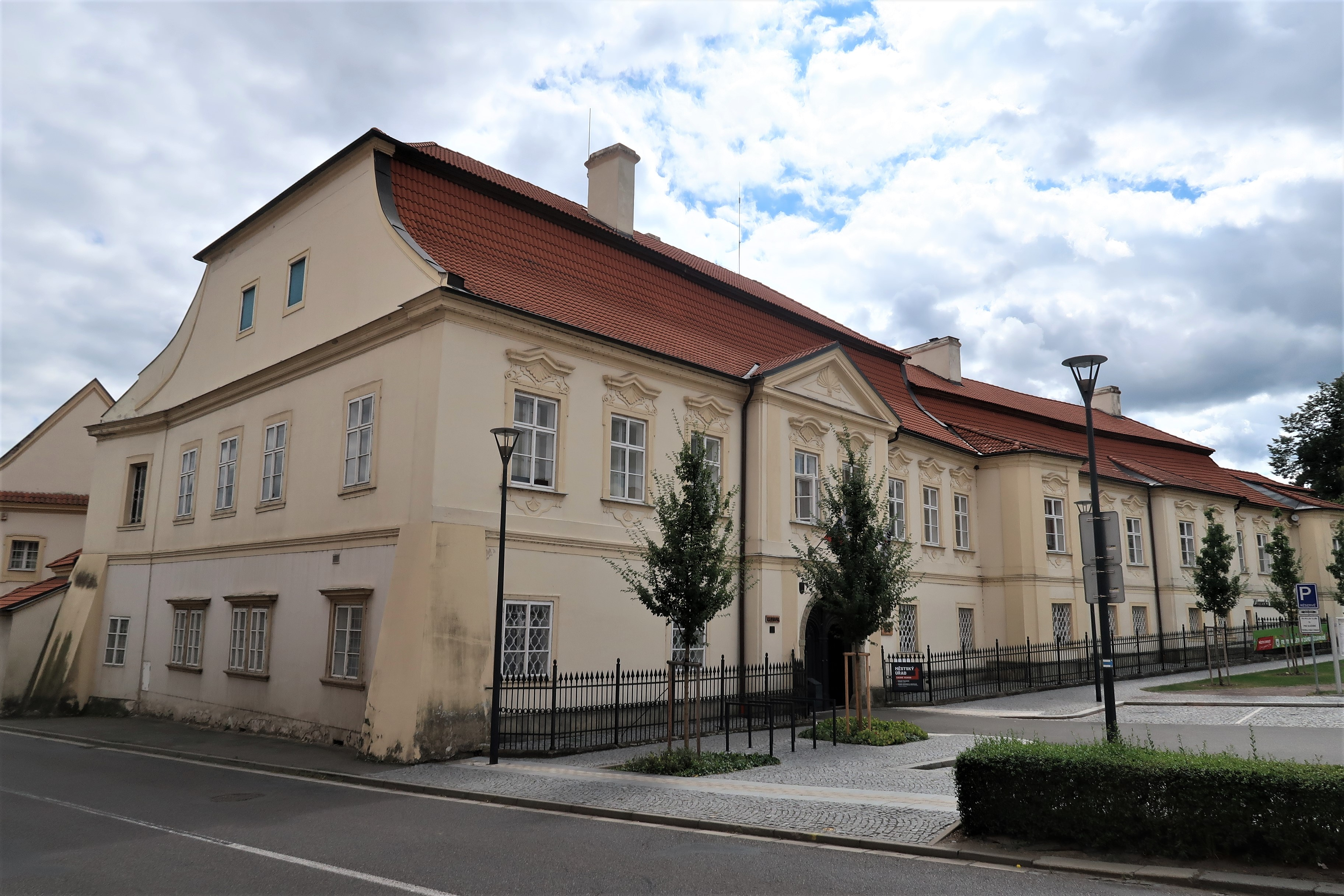
Hlavní budova zámku pohledem z náměstí

Chrast se poprvé připomíná v roce 1318 jako majetek Radslava z Chrasti, většina zdejších pozemků ale patřila podlažickému klášteru zaniklému během husitských válek. V polovině 15. století se Chrast stala zástavním majetkem rodu Kostků z Postupic, jimž patřila do roku 1542. Do dědičného vlastnictví získal Chrast až v roce 1571 Diviš Slavata z Chlumu a Košumberka. Kromě zpustošeného kláštera tehdy patřilo k Chrasti devět vesnic. Za Albrechta Slavaty se městečko Chrast stalo samostatným statkem (1577) a tehdy pravděpodobně došlo k výstavbě tvrze, z níž se dodnes dochovaly klenby v nejstarší budově zámku. Při převodu majetku na Markétu Berkovou z Dubé, rozenou Trčkovou (1601) se jako příslušenství chrasteckého panství připomíná třináct vesnic. Za Markéty Berkové došlo k přestavbě tvrze na renesanční zámek (počátek 17. století). Markéta Berková na Chrasti sídlila do roku 1620, poté se přestěhovala do Prahy a chrastecký zámek (připomínaný v té době jako panský dům) zůstal částečně neobydlený, v některých prostorách ale bydleli hospodářští úředníci. Po smrti Markéty Berkové se dědicem Chrasti stal její vnuk Matyáš Ferdinand Berka z Dubé (1620–1644), který však zemřel předčasně a bez potomstva. Závěť Markéty Berkové pro tento případ pamatovala s tím, aby panství přezvalo potomstvo jejího bratra Jana Rudolfa Trčky z Lípy.

## Rezidence královéhradeckých biskupů

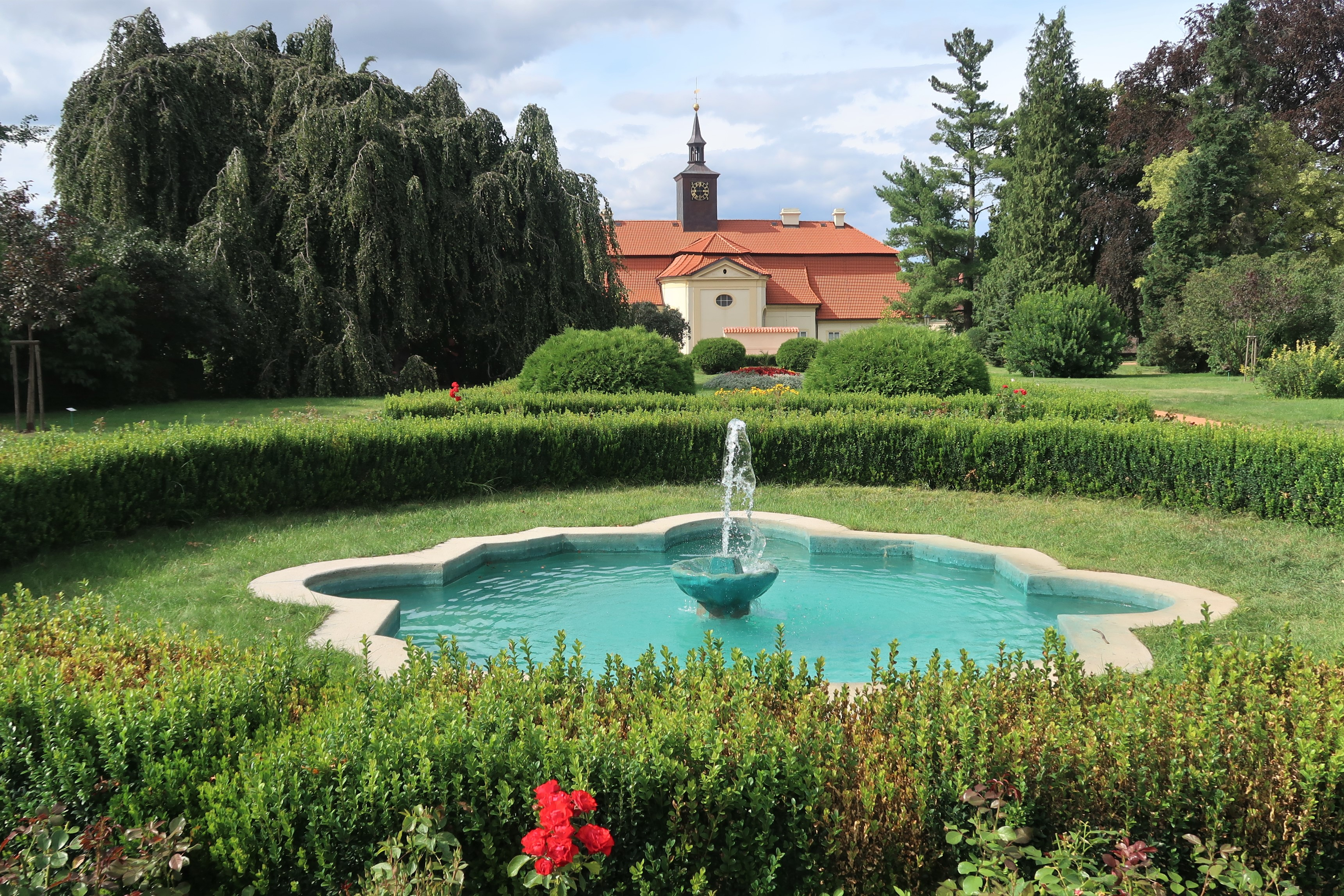
Zámecká zahrada, v pozadí věž zámecké kaple sv. Jana Nepomuckého

Na základě závěti Markéty Berkové převzala Chrast v roce 1652 Anna Eusebie ze Švamberka, provdaná za hraběte Leonarda Harracha. Od ní koupil Chrast v roce 1656 pražský arcibiskup kardinál Arnošt Vojtěch z Harrachu za 80 000 zlatých. Chrastecké panství se 17 vesnicemi bylo předurčeno jako ekonomická základna pro nově zřízené královéhradecké biskupství, které bylo založeno v roce 1664. Výstavba biskupské rezidence přímo v Hradci Králové se protahovala z finančních důvodů a také kvůli sporům s hradeckou městskou radou. První královéhradečtí biskupové proto využívali chrastecký zámek jako svou rezidenci, například Jan František Kryštof z Talmberka sídlil v Chrasti trvale a Hradci se vyhýbal.
K významné přestavbě a rozšíření zámku došlo po požáru městečka v roce 1709. Barokní přestavbu zámku zahájil biskup Tobiáš Jan Becker, který zemřel v roce 1710 a iniciativu převzal jeho nástupce Jan Adam Vratislav z Mitrovic, který angažoval významného architekta Santiniho. Santini pracoval pro královéhradecké biskupství na výstavbě rezidence v Hradci Králové, měl také podíl na obnově chrasteckého kostela Nejsvětější Trojice a přestavbě hřbitovního kostela sv. Martina. Santini byl autorem celkové koncepce a projektu východního traktu, který vznikl jako dvoukřídlá jednopatrová stavba na půdorysu písmene L. Centrálním prostorem se stala kaple sv. Jana Nepomuckého, jejíž presbytář vystupuje z hmoty stavby směrem do zahrady. Přestavba původní budovy zámku na náměstí byla dokončena v roce 1742 západním traktem za biskupa Jana Josefa Vratislava z Mitrovic
I když byla mezitím dokončena výstavba biskupské rezidence v Hradci Králové, zámek v Chrasti zůstával oblíbeným sídlem královéhradeckých biskupů. V době josefínských reforem došlo k novým sporům mezi Hradcem a biskupstvím, biskup Jan Leopold Hay opět trvale žil na chrasteckém zámku. Od poloviny 18. století probíhaly na zámku jen drobné úpravy, celkový ráz zůstal již nezměněn. Za biskupa Josefa Jana Haise došlo v 80. letech 19. století k obnově zámecké kaple. Chrast zůstala až do poloviny 20. století hospodářským zázemím královéhradeckého biskupství, k velkostatku patřilo 2711 hektarů půdy. V roce 1950 přešel zámek do státního majetku a stal se sídlem Městského národního výboru, kromě toho zde byly byty nebo klub mládeže. Část prostor získalo v roce 1965 městské muzeum a poté proběhla generální oprava celého zámku.
V současnosti je zámek sídlem Městského úřadu a Městského muzea. V rámci stálých expozic jsou zpřístupněné reprezentační sály zámku a kaple sv. Jana Nepomuckého, kromě toho jsou prostory muzea přístupné během tematických výstav.

## Popis
Zámek v Chrasti je komplexem jednopatrových budov kolem nepravidelného čtvercového nádvoří. Nejstarší část zámku v barokní podobě zabírá celou jihovýchodní stranu chrasteckého náměstí. Průjezdem v hlavní budově je umožněn vstup na nádvoří, z průjezdu je vstup do Městského úřadu. Dominantním prvkem protějšího východního křídla je kaple sv. Jana Nepomuckého zakončená věžičkou nad průjezdem do zámecké zahrady. Zámecký areál je doplněn klasicistním domkem zahradníka z počátku 19. století, kde původně sídlil biskupský lékař. Za východním křídlem zámku byla v polovině 18. století založena zahrada ve francouzském stylu, která je dnes veřejně přístupným parkem. Na zahradu navazuje lipová alej směřující ke kapli sv. Jana Nepomuckého, potažmo až do Podlažic ke kostelu sv. Markéty.

## Galerie

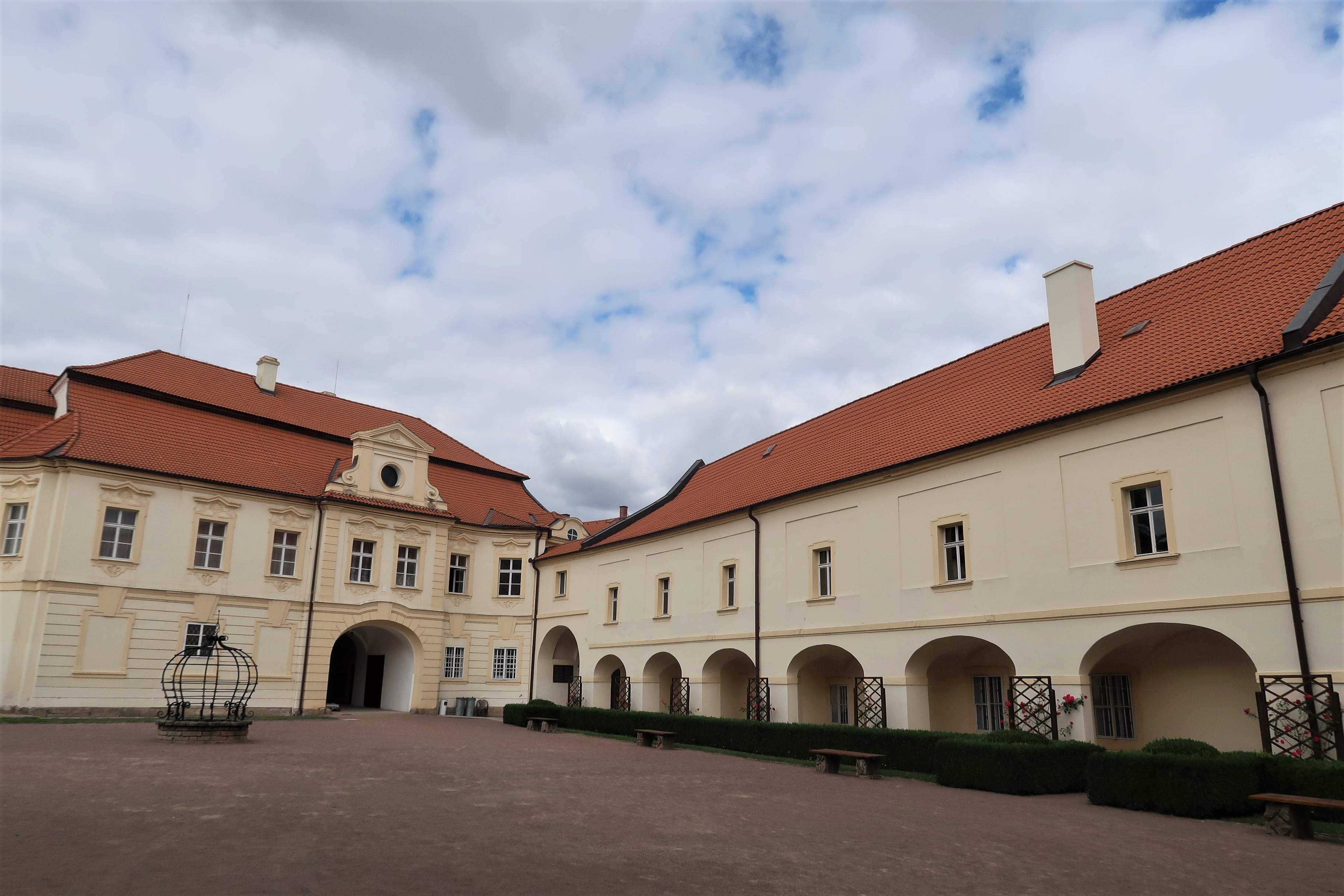
Nádvoří zámku
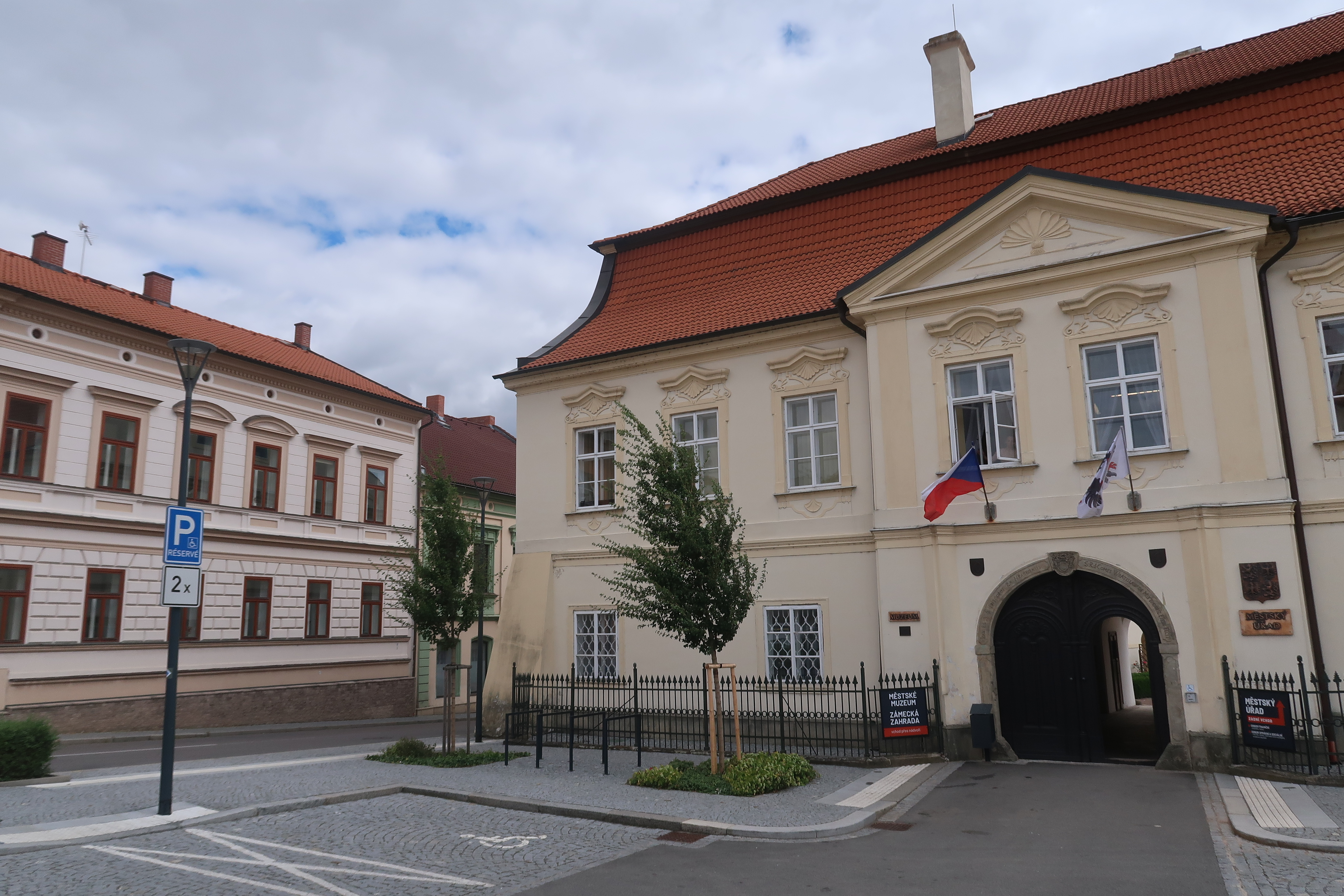
Hlavní zámecká budova pohledem z náměstí
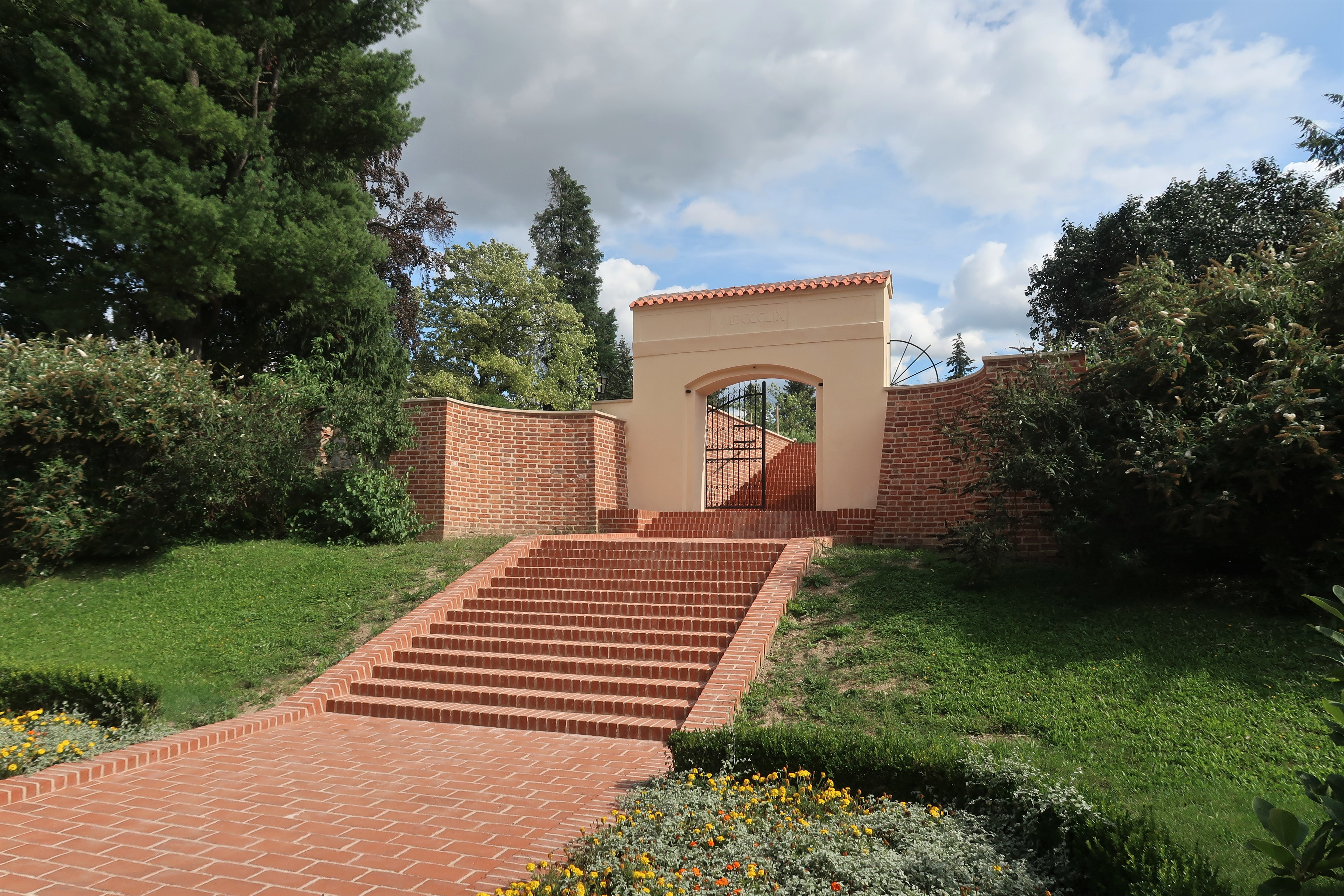
Vstup do zámecké zahrady z východního křídla zámku
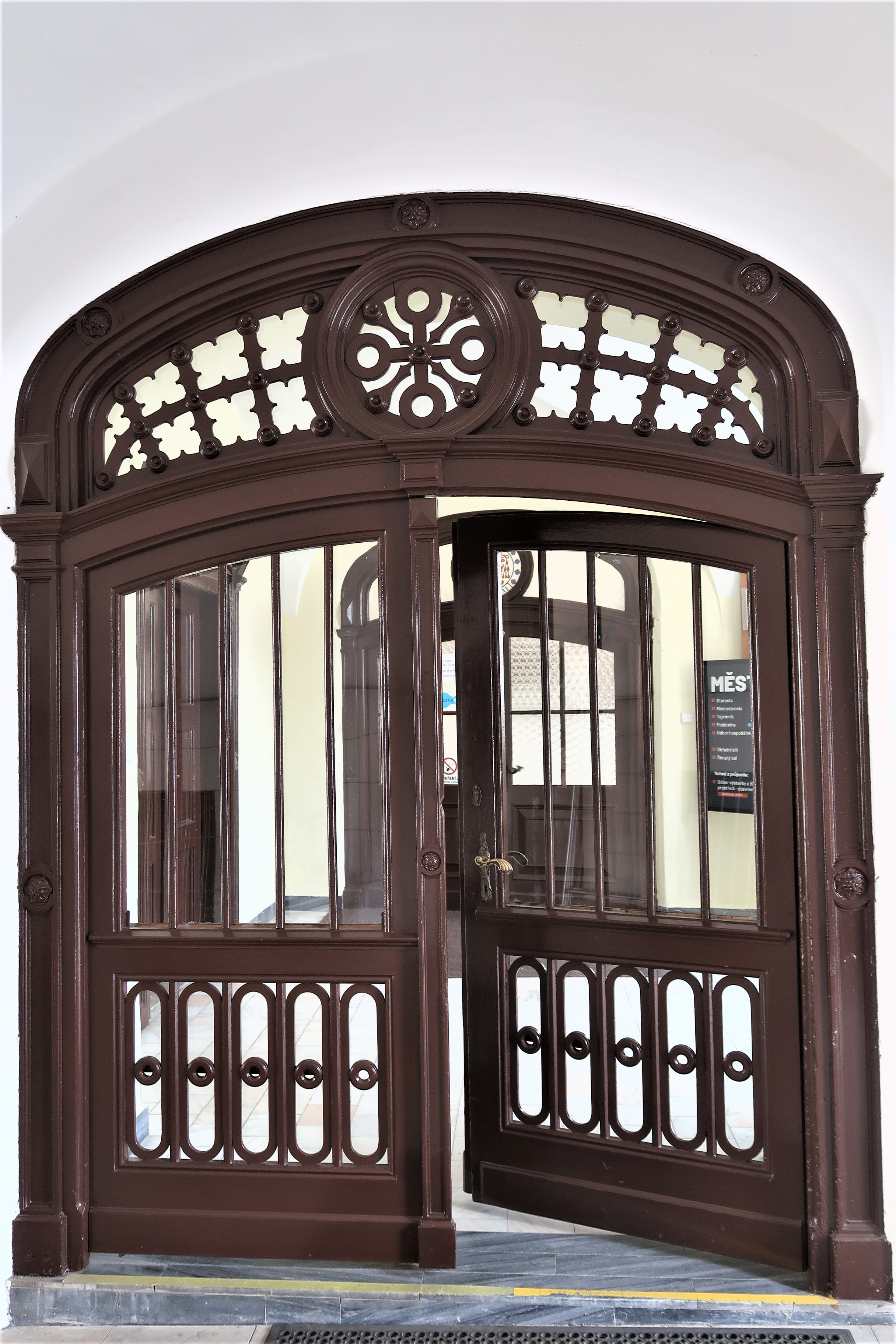
Vchod do městského úřadu z průjezdu hlavní zámecké budovy
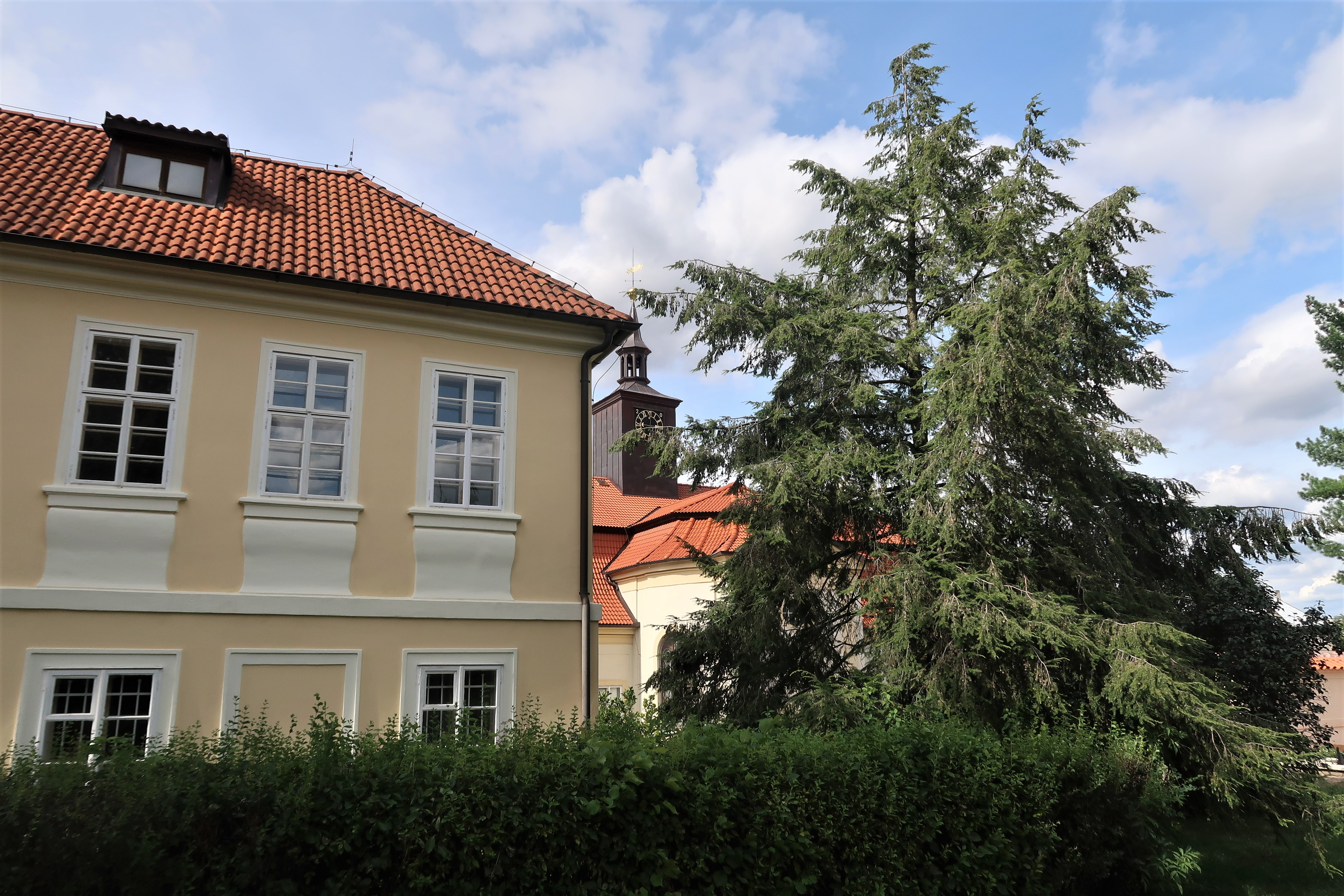
Zahradnický domek, vpravo věž kaple sv. Jana Nepomuckého
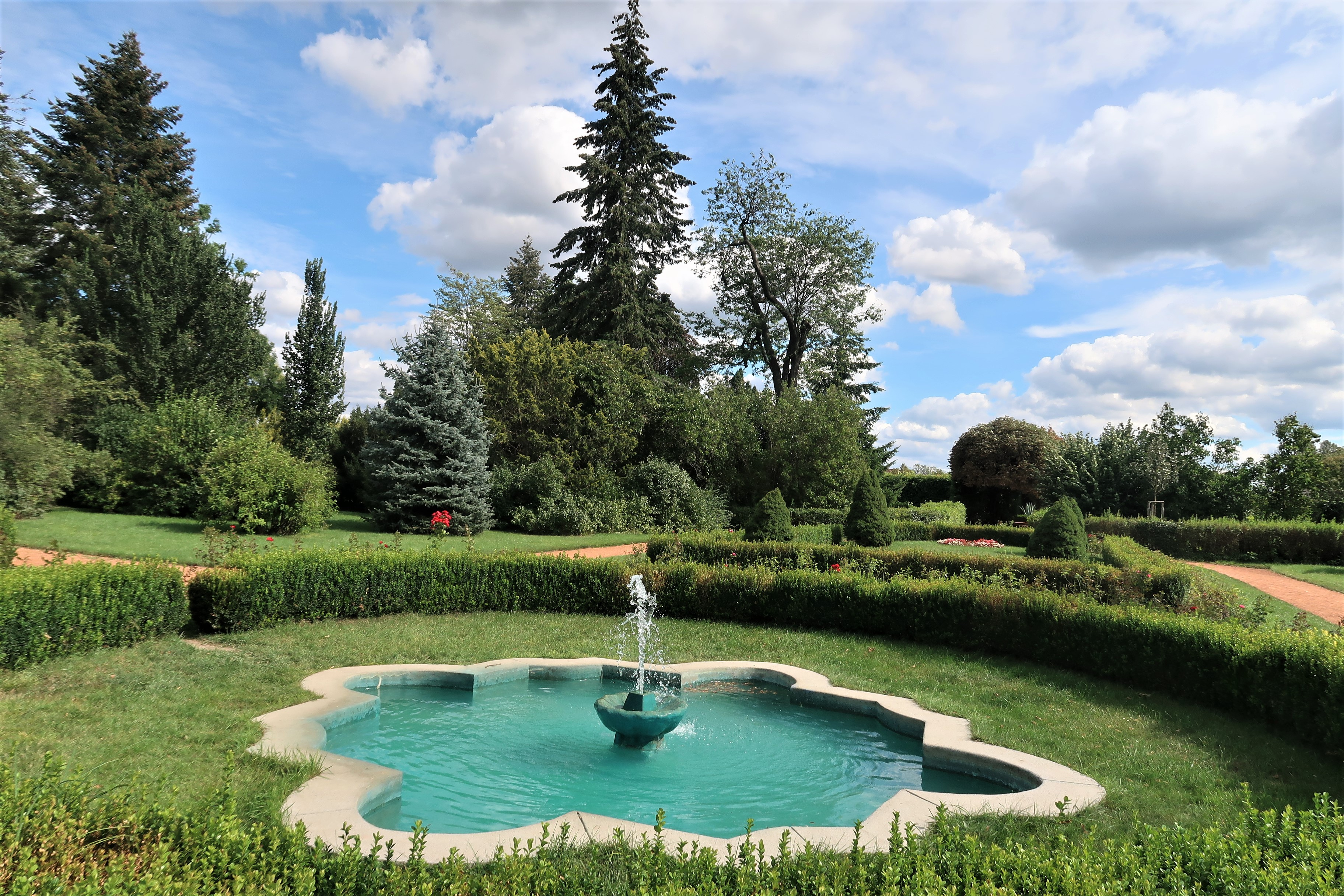
Zámecká zahrada
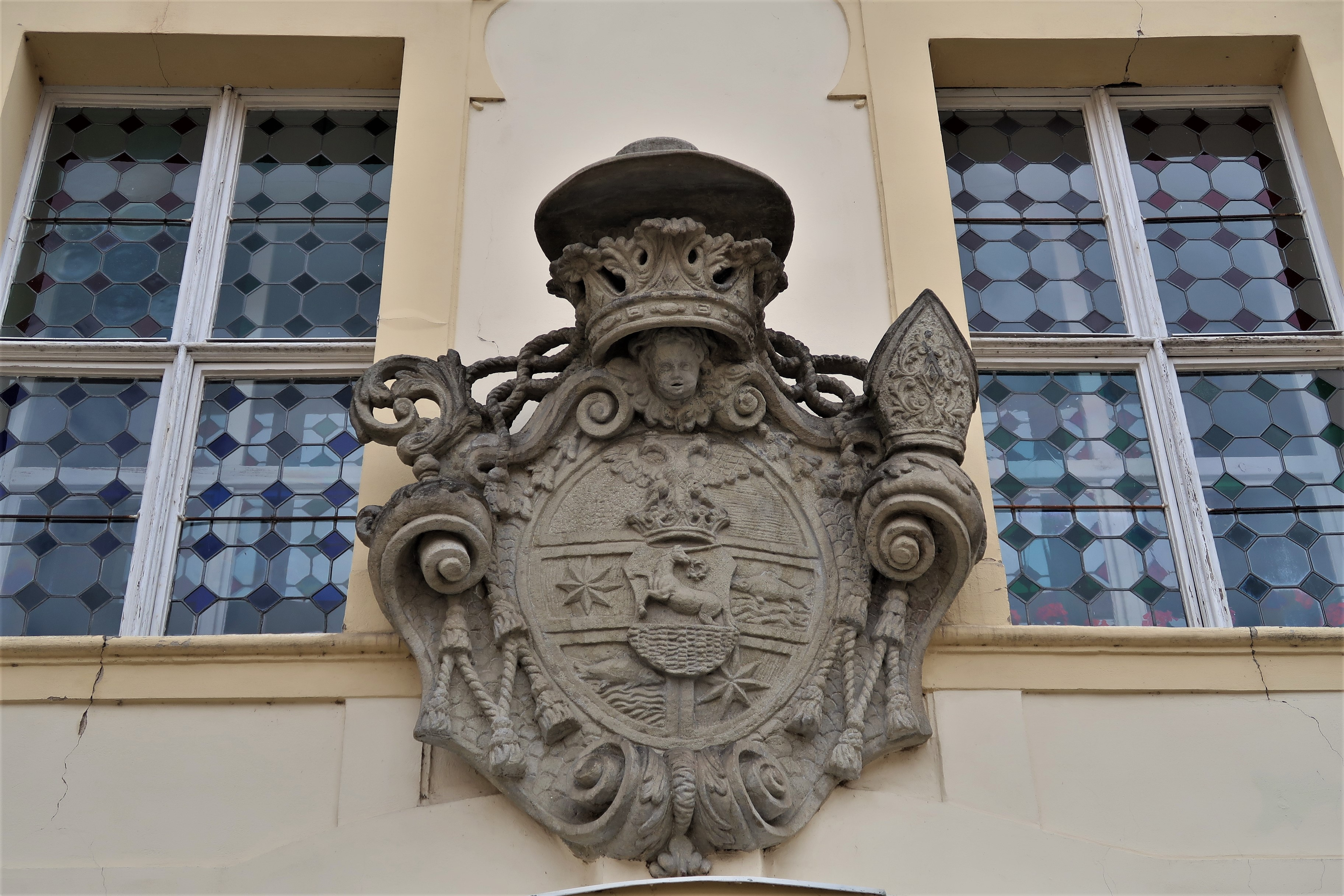
Erb královéhradeckého biskupa Václava Františka z Košínu na východním průčelí zámku
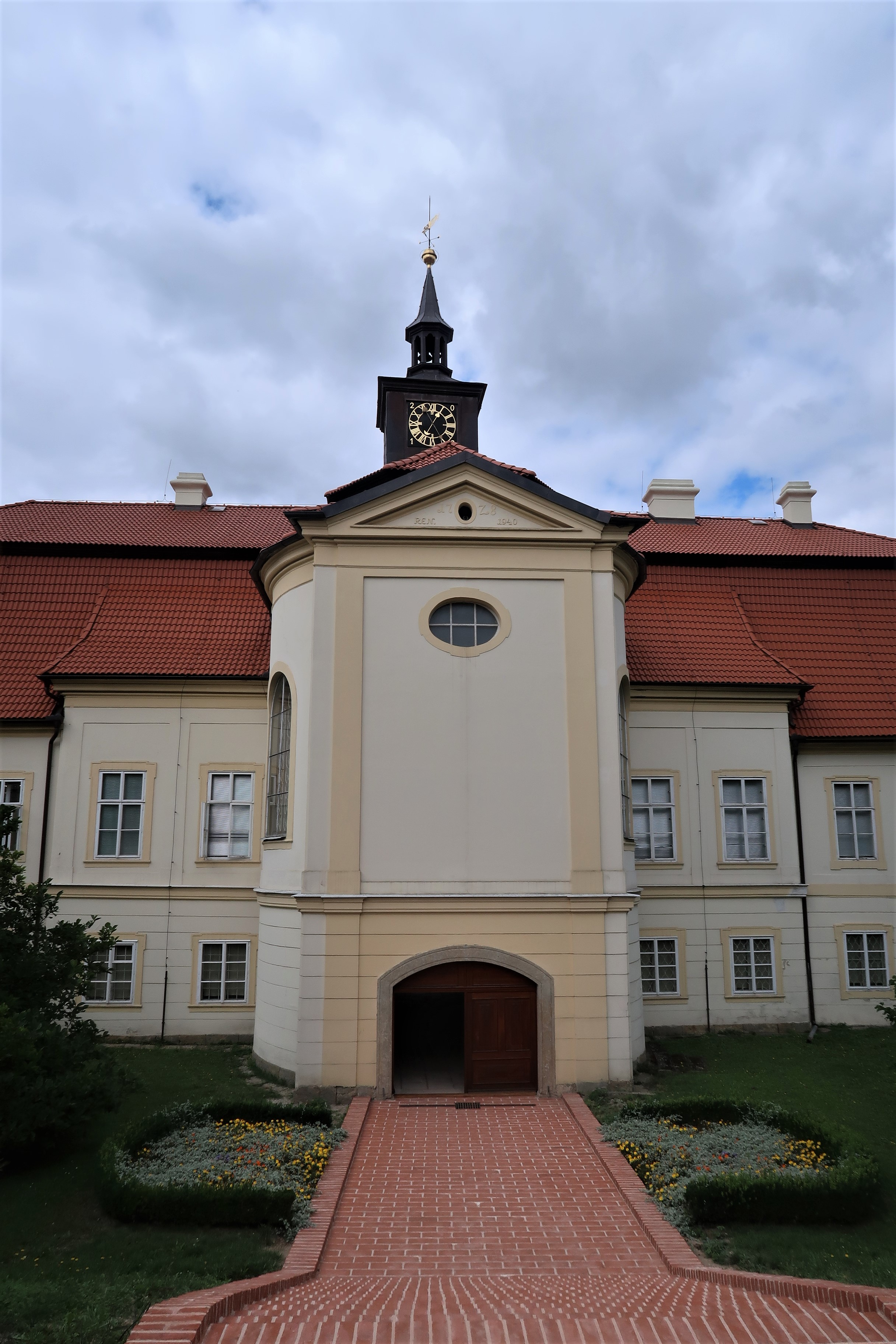
Kaple sv. Jana Nepomuckého ve východním křídle zámku